# Théo Barbet
Théo Barbet (Mâcon, 6 marzo 2001) è un calciatore francese, difensore dell'Almere City.

## Carriera
Barbet ha iniziato la sua carriera con il club di Ligue 1 del Digione. Nel 2020, è stato prestato al Bastia-Borgo, in terza divisione francese. Nel 2021, Barbet ha firmato per il club croato della Lokomotiva Zagabria.
Nel 2022, ha firmato per l'Almere City nei Paesi Bassi. Il 12 agosto 2022, ha debuttato per l'Almere in una vittoria per 3-0 contro il TOP Oss.

## Statistiche

### Presenze e reti nei club
Statistiche aggiornate al 23 settembre 2023.
| Stagione        | Squadra             | Campionato      | Campionato | Campionato | Coppe nazionali | Coppe nazionali | Coppe nazionali | Coppe continentali | Coppe continentali | Coppe continentali | Altre coppe | Altre coppe | Altre coppe | Totale | Totale | Totale |
| Stagione        | Squadra             | Comp            | Pres       | Reti       | Comp            | Pres            | Reti            | Comp               | Pres               | Reti               | Comp        | Pres        | Reti        | Pres   | Reti   |        |
| --------------- | ------------------- | --------------- | ---------- | ---------- | --------------- | --------------- | --------------- | ------------------ | ------------------ | ------------------ | ----------- | ----------- | ----------- | ------ | ------ | ------ |
| 2017-2018       | Digione 2           | NAT3            | 6          | 0          |                 | -               | -               |                    | -                  | -                  |             | -           | -           | 6      | 0      |        |
| 2018-2019       | Digione 2           | NAT3            | 8          | 3          |                 | -               | -               |                    | -                  | -                  |             | -           | -           | 8      | 3      |        |
| 2019-2020       | Digione 2           | NAT3            | 10         | 2          |                 | -               | -               |                    | -                  | -                  |             | -           | -           | 10     | 2      |        |
| 2020-2021       | Bastia-Borgo        | NAT1            | 21         | 0          | CF              | 0               | 0               |                    | -                  | -                  |             | -           | -           | 10     | 2      |        |
| 2021-2022       | Lokomotiva Zagabria | HNL             | 0          | 0          | CC              | 0               | 0               |                    | -                  | -                  |             | -           | -           | 0      | 0      |        |
| 2022-2023       | Almere City         | 1D              | 34+6       | 0          | CO              | 2               | 0               |                    | -                  | -                  |             | -           | -           | 42     | 0      |        |
| 2023-2024       | Almere City         | ED              | 6          | 0          | CO              | 0               | 0               |                    | -                  | -                  |             | -           | -           | 6      | 0      |        |
| Totale carriera | Totale carriera     | Totale carriera | 85+6       | 5          |                 | 2               | 0               |                    | -                  | -                  |             | -           | -           | 93     | 5      |        |